# Knoden
Knoden ist ein Ortsteil der Gemeinde Lautertal (Odenwald) im südhessischen Landkreis Bergstraße.

## Geographie
Knoden liegt im Vorderen Odenwald ca. 2,5 südöstlich der Gemeindeverwaltung in Reichenbach und 7 km östlich von Bensheim auf dem kurzen westlichen Ausläufer eines Höhenzuges, der die Wasserscheide bildet zwischen dem Einzugsgebiet des Schlierbachs, der im Osten bei Fürth der mittleren Weschnitz zufließt und dem Bach an den Rehklingen, dessen Lauf im Westen bei Gronau im Meerbach aufgeht, der wiederum durch Bensheim fließt und bei Lorsch in die untere Weschnitz mündet. Der Weiler Knoden ist zur Seite des Baches Rehklingen in der Nähe seiner vier Quellen zu finden und besteht im Wesentlichen aus einigen Bauernhöfen. Das Gebiet des Ortsteils besteht aus der Gemarkung Knoden mit einer Fläche von 202 Hektar, davon sind 72 Hektar Wald. Die Gemarkung erstreckt sich auf dem Höhenzug zu beiden Seiten der Wasserscheide und umfasst auch den drei Viertel Kilometer von Knoden entfernten Weiler Breitenwiesen im Nordosten. Höchste Erhebungen sind mit 511 Meter der bewaldete Knodener Kopf nordwestlich des Ortes jenseits des Baches in einer exponierten Lage hoch über dem Lautertal sowie der 536 Meter hohe ebenfalls bewaldete Knörschhügel östlich des Ortes. Große Teile der Hochfläche sind landwirtschaftlich genutzt. Die Ortslage befindet sich auf 454 bis 489 m ü. NHN. Verkehrsmäßig wird Knoden durch die Kreisstraße 55 erschlossen, die zwischen Gadernheim und Kolmbach von der Bundesstraße 47 nach Westen abzweigt und weiter über Seidenbach nach Glattbach zur Landesstraße 3099 verläuft.
Die nächstgelegenen Ortschaften sind im Westen Elmshausen, im Nordwesten Reichenbach, im Nordosten Raidelbach und Kolmbach, im Osten Glattbach im Südosten Seidenbuch, im Süden Schannenbach und im Südwesten Gronau.

## Geschichte

### Von den Anfängen bis zum 18. Jahrhundert
Knoden entstand im Gebiet der ehemaligen Mark Heppenheim, einem Verwaltungsbezirk des Frankenreichs. Am 20. Januar 773 schenkte Karl der Große die Stadt Heppenheim nebst der Mark Heppenheim, dem Reichskloster Lorsch. Nach langen Streitigkeiten konnten sich die Kurpfalz und Kurmainz Anfang des 14. Jahrhunderts über das Erbe der Lorscher Abtei einigen und die Pfälzer Teile wurden durch die Amtsvogtei Lindenfels verwaltet.
Die erste schriftliche Erwähnung fand der Ort unter dem Namen Knoden 1428. Kurmainz vergab in Knoden von 1420 bis 1461 ehemals Lorscher Besitz als Lehen. Breitenwiesen und Knoden hatten die Herren von Erbach zu Afterlehen gegeben. Anna von Bickenbach, Gemahlin Conrads von Erbach, kaufte beide Orte von Hans von Erlike am 23. April 1451 für 400 fl.
Da es im Grenzgebiet zwischen der Kurpfalz und der Grafschaft Erbach mehrere Vorfälle durch die unübersichtliche Gebietszugehörigkeit gab, einigte sich am 4. Juni 1561 der Pfälzer Kurfürst Friedrich III. mit den Brüdern Georg, Eberhard und Valentin, Grafen von Erbach, über einen Gebietstausch. Dadurch kamen die zur Pfälzer Thalzent gehörigen Dörfer Lautern, Gadernheim und Reidelbach und der Pfälzer Anteil an Reichenbach an die Grafschaft Erbach und die erbachischen Dörfer Mittershausen, Mitlechtern, Scheuerberg, Schannenbach, Knoden, Breitenwiesen sowie Oberlaudenbach an die Pfalz. Dort bildeten sie die Neu-Zent des Amts Lindenfels. Bis 1737 unterstand Lindenfels dem Oberamt Heidelberg, danach wurde es ein selbständiges Oberamt der „Pfalzgrafschaft bei Rhein“ (ab 1777 im „Kurfürstentum Pfalzbayern“).
Die Gerichtsbarkeit über Knoden lag anfangs in Heppenheim, wo die Hohe Gerichtsbarkeit über „Diebstahl, Mordgeschrei, Steinwurf, Räuber und Ketzerei“ bis 1714 blieb. Dagegen wird durch Urkunden bewiesen, dass die Neu-Zent bereits 1613 bestand und dass 1665 Rechtssachen an das Zentgericht in Mittershausen und von da an das kurpfälzische Hofgericht appelliert wurden.
In den Anfängen der Reformation sympathisierten die pfälzischen Herrscher offen mit dem lutherischen Glauben, aber erst unter Ottheinrich, Kurfürst von 1556 bis 1559, erfolgte der offizielle Übergang zur lutherischen Lehre. Danach wechselten seine Nachfolger und gezwungenermaßen auch die Bevölkerung mehrfach zwischen der lutherischen, reformierten und calvinistischen Religion. Knoden gehörte kirchlich spätestens nach 1650 als Filiale zur reformierten Pfarrei Schlierbach. Aus dem Jahr 1613 die Zugehörigkeit zur Pfarrei Reichenbach belegt.
1613 hatte Knoden leibeigene Männer 4 und 7 Frauen, 7 Hausgesesse und 9 Huben. Nach dem Dreißigjährigen Krieg (1618 bis 1648) war der Ort, wie viele andere der Kurpfalz, fast ausgestorben und die Pfalzgrafen versuchten durch ein von religiöser Toleranz geprägte Wiederansiedlungspolitik das Land neu zu beleben. Bekannt wurde der Knoden zur damaligen Zeit, als sich 1663 der wegen Hexerei aus der Schweiz ausgewiesenen Kaspar Dascher hier ansiedelte. In der Folgezeit traute man den Einwohnern Hexenkünste zu, die unter dem Begriff „Knodener Kunst“ Eingang in die Geschichtsbücher fanden. 1685 starb die reformierte Linie Pfalz-Simmern aus und die katholischen Vettern der Linie Pfalz-Neuburg traten mit Kurfürst Philipp Wilhelm die Regierung in der Kurpfalz an. Dieser verordnete die Gleichstellung des katholischen Glaubens in der mehrheitlich evangelischen bevölkerten Pfalz.
Im Jahr 1784 bewohnten den Ort 13 Familien mit 72 Seelen in 6 Wohnhäusern. Die Gemarkung bestand aus 160 Morgen Ackerland, 33 Morgen Wiesen, zwei Morgen Gärten und einem Morgen Wald. Den großen Zehnten bezogen das Domkapitel zu Mainz zwei und der Herr von Dalberg ein Teil. Vom kleinen Zehnten erhielten diese ein Drittel und der Pfarrer zu Reichenbach zwei Drittel.
Im Versuch einer vollständigen Geographisch-Historischen Beschreibung der Kurfürstl. Pfalz am Rheine findet sich 1786 über Knoden:

»Knoden. Ist ebenfalls nur ein Weiler anderthalb Stunden von Lindenfels westwärts entfernet; hat zum Nachbaren gegen Ost Gladbach, gegen Süd Schannenbach; gegen West den gemeinschaftlichen Märkerwald; gegen Norden das Erbachische Hohenstein und vorgemeldetes Breitenwiesen, mit welchem es gleiche Schicksale gehabt. Neben dem Orte laufet das in den sogenannten Hofwiesen aus vier Brunnquellen entstehende Bächlein (Meerbach), nach Grünau, Zelle und so weiter in die Weschniz. Durch das Weiler ziehet die Landstraße von Lindenfels nach Bensheim. Im J. 1784 bewohnten es 13 Familien, 72 Seelen in 6 Wohnhäusern. Die Gemarkung enthält 160 M. Ackerfeld, 33 M.Wiesen, 2M. Gärten und 1 M. Wald. Mit dem großen und kleinen Zehnten verhält es sich, wie zu Breitenwiesen.«

Über das gemeinsame Recht der Nutzung des Bensheimer Markwaldes schreibt C.F.M.L. Marchand:

»Am 22. Sept. 1615 gab Pfalzgraf Friedrich eine Märkergerichtsordnung für die Bensheimer Markwaldungen zur Beseitigung der dieserhalb zwischen Bensheim, Gronau, Zell, Schannenbach, Knoden und Breitenwiesen bestandenen Irrungen. Zu dem Märkergericht stellte Bensheim den Schultheißen und 4 Mann, Gronau und Zell je 1 Mann, Schannenbach Knoden und Breitenwiesen 1 Mann zusammen. Die gemeinschaftlichen Waldungen bestanden aus dem Zellerholz (Vorderwald), Eselberg Kesselberg, Dengelberg, Schülberg und Knodelberg. Bensheim und Gronau hatten die beiden ersten allein. In der Mitte des 17. Jahrhunderts, nachdem die Sache vorher schon im Hofgericht zu Heidelberg streitig gelegen, bestanden noch mancherlei Dissidien, wegen der von Bensheim behaupteten Obermärkerschaft, des Steinsatzrechtes usw.«

### 19. Jahrhundert bis heute

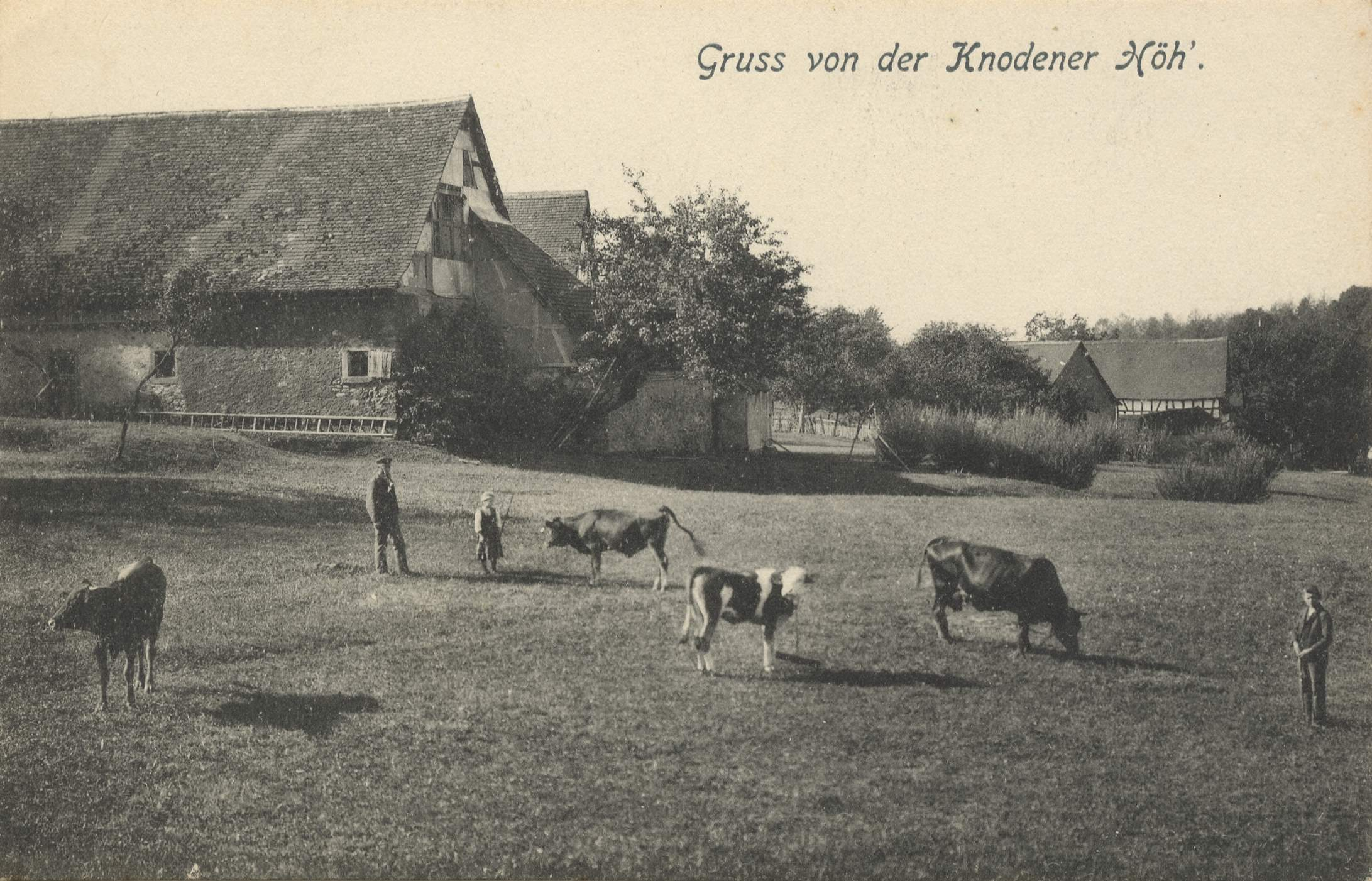
Postkarte (um 1900): Bauernhof auf der Knodener Höh'

Als Folge der Napoleonischen Kriege wurde bereits 1797 das „Linke Rheinufer“ und damit der linksrheinische Teil der Kurpfalz von Frankreich annektiert. Mit dem Reichsdeputationshauptschluss von 1803, der die territorialen Verhältnisse im Heiligen Römischen Reich (Deutscher Nation) neu regelte, wurden der Landgrafschaft Hessen-Darmstadt, als Ausgleich für verlorene linksrheinische Gebiete, unter anderem rechts des Rheins gelegene Teile der aufgelösten Fürstentümer Kurmainz und Kurpfalz und des Bistums Worms zugesprochen. Auch das Oberamt Lindenfels und mit ihm Knoden fiel damit an Hessen-Darmstadt. Dort wurde das Oberamt vorläufig als hessische Amtsvogtei weitergeführt. Die übergeordnete Verwaltungsbehörde war der „Regierungsbezirk Darmstadt“, der ab 1803 auch als „Fürstentum Starkenburg“ bezeichnet wurde.
In Hessen-Darmstadt wurde mit Ausführungsverordnung vom 9. Dezember 1803 das Gerichtswesen neu organisiert. Für das Fürstentum Starkenburg wurde das „Hofgericht Darmstadt“ als Gericht der zweiten Instanz eingerichtet. Die Rechtsprechung der ersten Instanz wurde durch die Ämter bzw. Standesherren vorgenommen. Das Hofgericht war für normale bürgerliche Streitsachen Gericht der zweiten Instanz, für standesherrliche Familienrechtssachen und Kriminalfälle die erste Instanz. Übergeordnet war das Oberappellationsgericht Darmstadt. Damit hatten die „Zent Heppenheim“ und die mit ihnen verbundenen Zentgerichte endgültig ihre Funktion eingebüßt.
Am 14. August 1806 erhob Napoleon Hessen-Darmstadt zum Großherzogtum. 1812 wurde der Amtsbereich des „Amts Lindenfels“ aufgeteilt und Knoden erst dem „Amt Bensheim“ und am 18. April des gleichen Jahres mit den anderen Orten der ehemaligen Neu-Zent dem ehemals mainzischen „Amt Heppenheim“ zugewiesen.
1816 wurden im Großherzogtum Provinzen gebildet und das vorher als „Fürstentum Starkenburg“ bezeichnete Gebiet, das aus den südlich des Mains gelegenen alten hessischen und den ab 1803 hinzugekommenen rechtsrheinischen Territorien bestand, in „Provinz Starkenburg“ umbenannt. 1821 wurden die Amtsvogteien in den Provinzen Starkenburg und Oberhessen des Großherzogtums aufgelöst und Landratsbezirke eingeführt, wobei Knoden zum Landratsbezirk Lindenfels kam. Im Rahmen dieser Reform wurden auch Landgerichte geschaffen, die unabhängig von der Verwaltung waren. Deren Gerichtsbezirke entsprachen in ihrem Umfang den Landratsbezirken. Für den Landratsbezirk Lindenfels war das Landgericht Fürth als Gericht erster Instanz zuständig. Diese Reform ordnete auch die Verwaltung auf Gemeindeebene neu. So war die Bürgermeisterei in Mittershausen außer für Mittershausen auch für Breitenwiesen, Igelsbach, Knoden, Mitlechtern, Schannenbach und Scheuerberg zuständig. Entsprechend der Gemeindeverordnung vom 30. Juni 1821 gab es keine Einsetzungen von Schultheißen mehr, sondern einen gewählten Ortsvorstand, der sich aus Bürgermeister, Beigeordneten und Gemeinderat zusammensetzte.
Die Statistisch-topographisch-historische Beschreibung des Großherzogthums Hessen berichtet 1829 über Knoden:

»Knoden (L. Bez. Lindenfels) luth. und reform. Filialdorf, liegt 1 1⁄2 St. von Lindenfels und hat 9 Häuser und 77 Einw. und darunter 56 Luth. und 21 Reformirte. Die Knodner Hohe liegt 2247 Hess. Fuß (0,25m) über der Meeresfläche. Diesen Ort hatten die Grafen von Erbach früher zu Afterlehen gegeben. Des Schenken Conrads von Erbach Gemahlin Anna von Bickenbach brachte Knoden 1451 von Hans von Erlikheim käuflich wieder an sich und 1561 kam derselbe durch Tausch an Churpfalz, so wie 1802 an Hessen.«

1832 wurden die Verwaltungseinheiten weiter vergrößert und es wurden Kreise geschaffen. Nach der am 20. August 1832 bekanntgegebenen Neugliederung sollte es in Süd-Starkenburg künftig nur noch die Kreise Bensheim und Lindenfels geben; der Landratsbezirk von Heppenheim sollte in den Kreis Bensheim fallen. Noch vor dem Inkrafttreten der Verordnung zum 15. Oktober 1832 wurde diese aber dahingehend revidiert, dass statt des Kreises Lindenfels neben dem Kreis Bensheim der Kreis Heppenheim als zweiter Kreis gebildet wurde, zu dem jetzt Knoden gehörte.
Am 16. März 1842 erfolgte eine Trennung. Schannenbach mit Knoden und Breitenweisen bildete ab dem 22. Juli eine die eigene Bürgermeisterei, die übrigen Gemeinden blieben bei Mittershausen.
Im Neuestes und gründlichstes alphabetisches Lexicon der sämmtlichen Ortschaften der deutschen Bundesstaaten von 1845 heißt es:

»Knoden b. Lindenfels. – Dorf, zur evangelisch-lutherischen Pfarrei Reichesbach, reformirten Pfarrei Schlierbach, kathol. Pfarrei Lindenfels gehörig. – 9 H. 77 evangel. E. – Großherzogth. Hessen. – Prov. Starkenburg. – Kreis Heppenheim. – Landgericht Fürth. – Hofgericht Darmstadt. – Das Dorf Knoden ist im Jahre 1802 von Churpfalz an Hessen übergegangen.«

Am 31. Juli 1848 wurden in den Provinzen die Kreise und die Landratsbezirke abgeschafft und durch „Regierungsbezirke“ ersetzt, wobei die bisherigen Kreise Bensheim und Heppenheim zum Regierungsbezirk Heppenheim vereinigt wurden. Bereits vier Jahre später, im Laufe der Reaktionsära, kehrte man aber zur Einteilung in Kreise zurück und Knoden wurde Teil des neu geschaffenen Kreises Lindenfels.
Die im Dezember 1852 aufgenommenen Bevölkerungs- und Katasterlisten ergaben für Knoden: Katholisches und reformatorisches Filialdorf mit 78 Einwohnern, das mit Breitenwiesen eine Gemarkung bildet. Diese Gemarkung besteht aus 776 Morgen, davon 344 Morgen Ackerland, 130 Morgen Wiesen und 284 Morgen Wald.
In den Statistiken des Großherzogtums werden, bezogen auf Dezember 1867, für das Filialdorf Knoden, die Bürgermeisterei Schannenbach, 10 Häuser, 84 Einwohner, der Kreis Lindenfels, das Landgericht Fürth, die evangelische reformierte Pfarrei Schlierbach bzw. die lutheranische Pfarrei Reichenbach des Dekanats Lindenfels und die katholische Pfarrei Lindenfels des Dekanats Heppenheim, angegeben. In der Gemarkung von Knoden liegt noch der Weiler Breitenwiesen (5 Häuser, 47 Einw.)
1874 wurde eine Anzahl von Verwaltungsreformen beschlossen. So wurden die landesständige Geschäftsordnung sowie die Verwaltung der Kreise und Provinzen durch Kreis- und Provinzialtage geregelt. Die Neuregelung trat am 12. Juli 1874 in Kraft und verfügte auch die Auflösung der Kreise Lindenfels und Wimpfen und die Eingliederung von Knoden in den Kreis Bensheim. Anlässlich der Einführung des Gerichtsverfassungsgesetzes mit Wirkung vom 1. Oktober 1879, infolge derer die bisherigen großherzoglich hessischen Landgerichte durch Amtsgerichte an gleicher Stelle ersetzt wurden, während die neu geschaffenen Landgerichte nun als Obergerichte fungierten, kam es zur Umbenennung in „Amtsgericht Fürth“ und Zuteilung zum Bezirk des Landgerichts Darmstadt.
Die ab 1839 erbaute Staatsstraße von Worms über Bensheim, durch das Lautertal nach Lindenfels und weiter bis Michelstadt, leistete einen wichtigen Beitrag zur Verbesserung der Infrastruktur des vorderen Odenwaldes. Sie erhielt den auf die Nibelungensage hinweisenden Namen „Nibelungenstraße“. Im Jahr 1869 wurde die Eröffnung der Nibelungenbahn von Worms über Lorsch nach Bensheim gefeiert, wo sie Anschluss an die bereits 1846 fertiggestellten Main-Neckar-Bahn hatte.
Im Jahr 1927 wurde die Gemarkungsgröße einschließlich des Weilers Breitenwiesen mit 193,7 ha angegeben.
Die hessischen Provinzen Starkenburg, Rheinhessen und Oberhessen wurden 1937 nach der 1936 erfolgten Auflösung der Provinzial- und Kreistage aufgehoben. Zum 1. November 1938 trat eine umfassende Gebietsreform auf Kreisebene in Kraft. In der ehemaligen Provinz Starkenburg war der Kreis Bensheim besonders betroffen, da er aufgelöst und zum größten Teil dem Kreis Heppenheim zugeschlagen wurde. Der Kreis Heppenheim übernahm auch die Rechtsnachfolge des Kreises Bensheim und erhielt den neuen Namen Landkreis Bergstraße.
Wie die Einwohnerzahlen von 1939 und 1946 zeigen, nahm auch Knoden nach dem Ende des Zweiten Weltkriegs viele Flüchtlinge und Vertriebene aus den ehemaligen deutschen Ostgebieten auf.
Im Jahr 1961 wurde die Gemarkungsgröße mit 201 ha angegeben, davon waren 72 ha Wald.
Im Zuge der Gebietsreform in Hessen wurde die bis dahin selbständige Gemeinde Knoden zusammen mit Breitenwiesen Zum 1. August 1972 kraft Landesgesetzes in die Gemeinde Lautertal eingemeindet. Für den Ortsteil Knoden mit Breitenwiesen wurde ein Ortsbezirk nach der Hessischen Gemeindeordnung eingerichtet.

### Verwaltungsgeschichte im Überblick
Die folgende Liste zeigt die Staaten und Verwaltungseinheiten, denen Knoden angehört(e):
- vor 1561: Heiliges Römisches Reich, Grafschaft Erbach
- ab 1561: Heiliges Römisches Reich, Pfalzgrafschaft bei Rhein, Oberamt Heidelberg, Amt Lindenfels, Neue Zent
- ab 1737: Heiliges Römisches Reich, Pfalzgrafschaft bei Rhein, Oberamt Lindenfels, Neue Zent
- ab 1777: Heiliges Römisches Reich, Kurfürstentum Pfalzbayern (durch Erbfall), Pfalzgrafschaft bei Rhein, Oberamt Lindenfels, Neue Zent
- ab 1803: Heiliges Römisches Reich, Landgrafschaft Hessen-Darmstadt,[Anm. 2] Fürstentum Starkenburg, Amt Lindenfels
- ab 1806: Großherzogtum Hessen,[Anm. 3] Fürstentum Starkenburg, Amt Lindenfels
- ab 1812: Großherzogtum Hessen, Fürstentum Starkenburg, Amt Bensheim
- ab 1815: Großherzogtum Hessen, Provinz Starkenburg, Amt Bensheim
- ab 1821: Großherzogtum Hessen, Provinz Starkenburg, Landratsbezirk Lindenfels[Anm. 4]
- ab 1832: Großherzogtum Hessen, Provinz Starkenburg, Kreis Heppenheim
- ab 1848: Großherzogtum Hessen, Regierungsbezirk Heppenheim
- ab 1852: Großherzogtum Hessen, Provinz Starkenburg, Kreis Lindenfels
- ab 1871: Deutsches Reich, Großherzogtum Hessen, Provinz Starkenburg, Kreis Lindenfels
- ab 1874: Deutsches Reich, Großherzogtum Hessen, Provinz Starkenburg, Kreis Bensheim
- ab 1918: Deutsches Reich, Volksstaat Hessen,[Anm. 5] Provinz Starkenburg, Kreis Bensheim
- ab 1938: Deutsches Reich, Volksstaat Hessen, Landkreis Bergstraße[26][Anm. 6]
- ab 1945: Deutsches Reich, Amerikanische Besatzungszone,[Anm. 7] Groß-Hessen, Regierungsbezirk Darmstadt, Landkreis Bergstraße
- ab 1946: Deutsches Reich, Amerikanische Besatzungszone, Hessen, Regierungsbezirk Darmstadt, Landkreis Bergstraße
- ab 1949: Bundesrepublik Deutschland, Hessen, Regierungsbezirk Darmstadt, Landkreis Bergstraße
- ab 1972: Bundesrepublik Deutschland, Hessen, Regierungsbezirk Darmstadt, Landkreis Bergstraße, Gemeinde Lautertal

## Bevölkerung

### Einwohnerstruktur 2011
Nach den Erhebungen des Zensus 2011 lebten am Stichtag dem 9. Mai 2011 in Knoden 63 Einwohner. Darunter waren 3 (4,8 %) Ausländer. Nach dem Lebensalter waren 12 Einwohner unter 18 Jahren, 21 zwischen 18 und 49, 12 zwischen 50 und 64 und 15 Einwohner waren älter. Die Einwohner lebten in 27 Haushalten. Davon waren 6 Singlehaushalte, 6 Paare ohne Kinder und 9 Paare mit Kindern, sowie 3 Alleinerziehende und keine Wohngemeinschaften. In 6 Haushalten lebten ausschließlich Senioren und in 12 Haushaltungen lebten keine Senioren.

### Einwohnerentwicklung
| • 1613: | 07 Hausgesesse; Leibeigene: 4 Männer, 7 Frauen. |
| • 1784: | 72 Seelen, 13 Familien in 6 Wohnhäusern         |

| Knoden: Einwohnerzahlen von 1784 bis 2011 | Knoden: Einwohnerzahlen von 1784 bis 2011 | Knoden: Einwohnerzahlen von 1784 bis 2011 | Knoden: Einwohnerzahlen von 1784 bis 2011 | Knoden: Einwohnerzahlen von 1784 bis 2011 |
| --- | ----------------------------------------- | ----------------------------------------- | ----------------------------------------- | ----------------------------------------- |
| Jahr |                                           |                                           |                                           | Einwohner                                 |
| 1784 | 1784                                      |                                           | 72                                        | 72                                        |
| 1834 | 1834                                      |                                           | 123                                       | 123                                       |
| 1840 | 1840                                      |                                           | 119                                       | 119                                       |
| 1846 | 1846                                      |                                           | 114                                       | 114                                       |
| 1852 | 1852                                      |                                           | 123                                       | 123                                       |
| 1858 | 1858                                      |                                           | 120                                       | 120                                       |
| 1864 | 1864                                      |                                           | 126                                       | 126                                       |
| 1871 | 1871                                      |                                           | 112                                       | 112                                       |
| 1875 | 1875                                      |                                           | 110                                       | 110                                       |
| 1885 | 1885                                      |                                           | 102                                       | 102                                       |
| 1895 | 1895                                      |                                           | 95                                        | 95                                        |
| 1905 | 1905                                      |                                           | 100                                       | 100                                       |
| 1910 | 1910                                      |                                           | 95                                        | 95                                        |
| 1925 | 1925                                      |                                           | 100                                       | 100                                       |
| 1939 | 1939                                      |                                           | 103                                       | 103                                       |
| 1946 | 1946                                      |                                           | 143                                       | 143                                       |
| 1950 | 1950                                      |                                           | 143                                       | 143                                       |
| 1956 | 1956                                      |                                           | 95                                        | 95                                        |
| 1961 | 1961                                      |                                           | 99                                        | 99                                        |
| 1967 | 1967                                      |                                           | 104                                       | 104                                       |
| 1970 | 1970                                      |                                           | 101                                       | 101                                       |
| 1980 | 1980                                      |                                           | ?                                         | ?                                         |
| 1990 | 1990                                      |                                           | ?                                         | ?                                         |
| 2000 | 2000                                      |                                           | ?                                         | ?                                         |
| 2011 | 2011                                      |                                           | 63                                        | 63                                        |
| Datenquelle: Historisches Gemeindeverzeichnis für Hessen: Die Bevölkerung der Gemeinden 1834 bis 1967. Wiesbaden: Hessisches Statistisches Landesamt, 1968. Weitere Quellen: LAGIS; Zensus 2011 |                                           |                                           |                                           |                                           |

### Historische Religionszugehörigkeit
| • 1829: | 56 evangelisch-lutherische (= , %), 21 evangelisch-reformierte (= 0,67 %), ein katholischer (= 0,17 %) Einwohner |
| • 1961: | 96 evangelische (= 96,97 %), 3 katholischer (= 3,03 %) Einwohner                                                 |

## Politik
Ortsbeirat
Für Knoden mit Breitenwiesen besteht ein Ortsbezirk (Gebiete der ehemaligen Gemeinden Knoden mit Breitenwiesen) mit Ortsbeirat und Ortsvorsteher, nach Maßgabe der §§ 81 und 82 HGO und des Kommunalwahlgesetzes in der jeweils gültigen Fassung. Der Ortsbeirat besteht aus fünf Mitgliedern. Bei den Kommunalwahlen in Hessen 2021 betrug die Wahlbeteiligung zum Ortsbeirat Knoden 88,73 %. Alle Kandidaten gehörten der „Wählergemeinschaft Koden-Breitenwiesen“ an. Der Ortsbeirat wählte Dieter Bickelhaupt zum Ortsvorsteher.

## Verkehr
Für den überörtlichen Verkehr ist Knoden durch die Kreisstraße K 55 erschlossen, die bei Gadernheim von der als Nibelungenstraße bekannten Bundesstraße 47 abzweigt, nördlich an Breitenwiesen vorbeigeht, das Ortsende von Knoden im Osten berührt und über Schannenbach und Seidenbuch nach Glattbach zu Tal führt.